# Ibarranguelua
Ibarranguelua (oficialmente en euskera: Ibarrangelu) es un municipio de la provincia de Vizcaya, País Vasco (España). La capital de municipio es la Anteiglesia de Ibarranguelua o Elejalde.
Se trata de un municipio costero, aunque el núcleo principal del pueblo, que recibe tanto el nombre de Ibarranguelua como Elejalde, se encuentra escondido detrás de la mole del cabo Ogoño, en un pequeño valle que se comunicaba con la costa. Esta ubicación estratégica, muy cerca del mar, pero no siendo visible desde la costa, permitía a los habitantes del pueblo permanecer ocultos ante visitas indeseables procedentes del océano y a la vez aprovecharse de los recursos que este les brindaba a escasa distancia.
El nombre del municipio significa en euskera el recodo del río y alude específicamente a esta ubicación geográfica.
El vecino pueblo de Elanchove se desarrolló a partir del siglo XVI como barrio pesquero de Ibarranguelua, pero se desanexionó del mismo a mediados del siglo XIX.
Este municipio es conocido especialmente porque en su término municipal se encuentran las playas de Laga y Laida, dos de las playas más emblemáticas de Vizcaya.

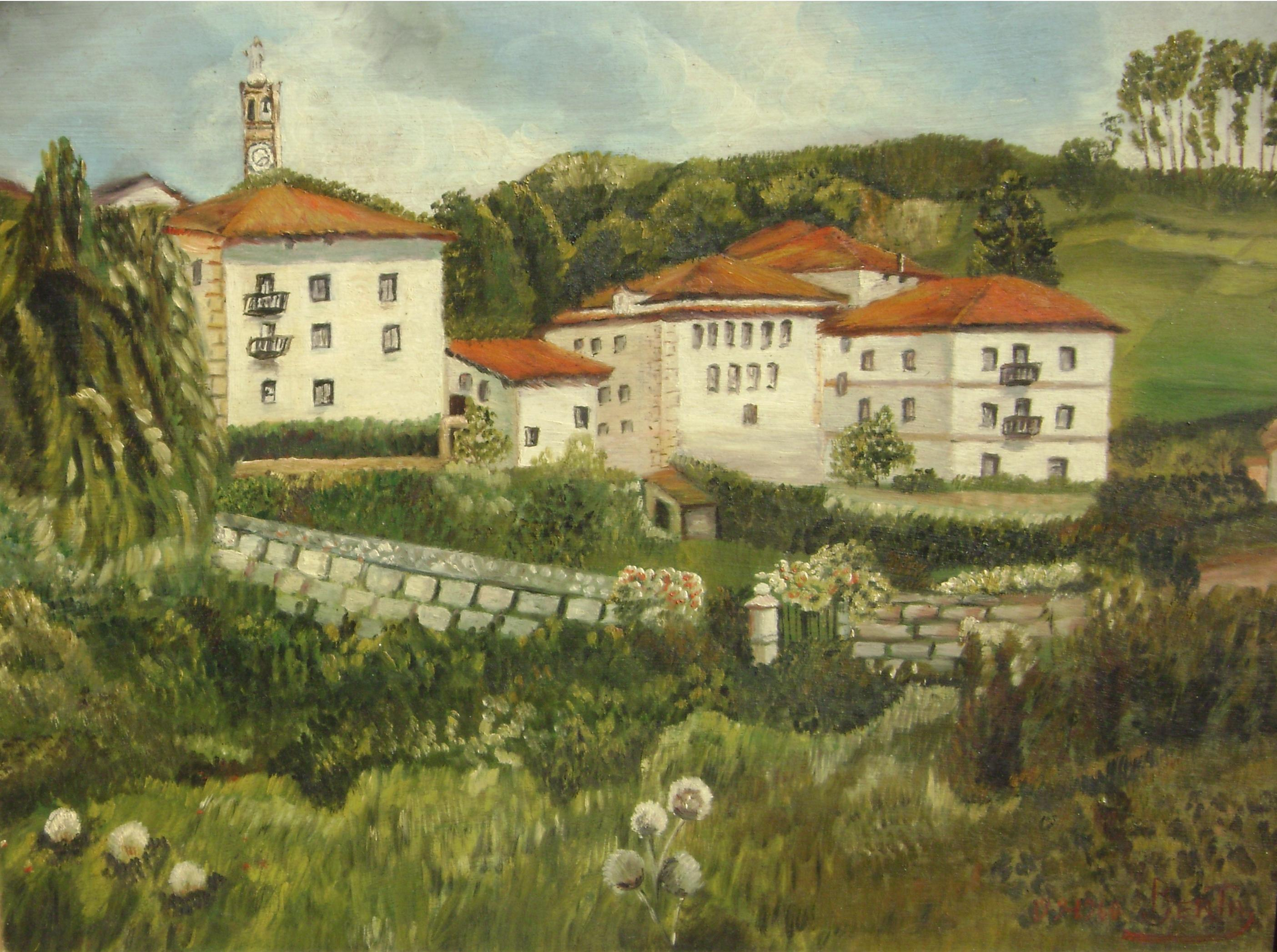
Ibarrangelu, Bizkaia, Euskadi. Pintura de "Berta". 19.09.1860.

## Demografía
Ibarranguelua cuenta con una población de 680 habitantes (INE 2024).
| Gráfica de evolución demográfica de Ibarranguelua entre 1842 y 2021 |
| |
| Población de derecho según los censos de población del INE Población de hecho según los censos de población del INEEn estos censos se denominaba Ibarranguelua: 1842, 1857, 1860, 1877, 1887, 1897, 1900, 1910, 1920, 1930, 1940, 1950, 1960, 1970, 1981 y 1991 |

## Administración y política

### Gobierno municipal
| Partido político                                              | 2023  | 2023  | 2023       | 2019  | 2019  | 2019       | 2015  | 2015  | 2015       | 2011  | 2011  | 2011       | 2007  | 2007  | 2007       |
| Partido político                                              | %     | Votos | Concejales | %     | Votos | Concejales | %     | Votos | Concejales | %     | Votos | Concejales | %     | Votos | Concejales |
| Armendu (AR)                                                  | 67,33 | 301   | 5          | 69,21 | 299   | 5          | 73,24 | 323   | 5          | 64,60 | 312   | 5          | 48,89 | 198   | 4          |
| Euzko Alderdi Jeltzalea-Partido Nacionalista Vasco (EAJ-PNV)  | 31,09 | 139   | 2          | 28,00 | 121   | 2          | 24,49 | 108   | 2          | 26,50 | 128   | 2          | 47,65 | 193   | 3          |
| Partido Socialista de Euskadi-Euskadiko Ezkerra (PSE-EE PSOE) | 0,44  | 2     | 0          | 0,69  | 3     | 0          | 0,68  | 3     | 0          | 0,62  | 3     | 0          | 0,25  | 1     | 0          |
| Partido Popular del País Vasco (PP)                           | 0,00  | 0     | 0          | 0,23  | 1     | 0          | 0,45  | 2     | 0          | 0,21  | 1     | 0          | 1,23  | 5     | 0          |
| Euskal Herria Bildu (EH Bildu)-Bildu                          | –     | –     | –          | –     | –     | –          | –     | –     | –          | 7,45  | 36    | 0          | –     | –     | –          |

### Organización territorial
- El municipio de Ibarranguelua cuenta con veinte barrios, como son:

Ibinaga, Arboliz, Merrua, Tremoia, Iruskieta, Garteiz, Akorda, Laida, Andikone, Antzorak, Laga, Gametxo, Lastarria, Gendika, Allika, Durukiz, Boluetak, Ibaetak, Iturriotz y Elexalde.